# ペルーの地震一覧

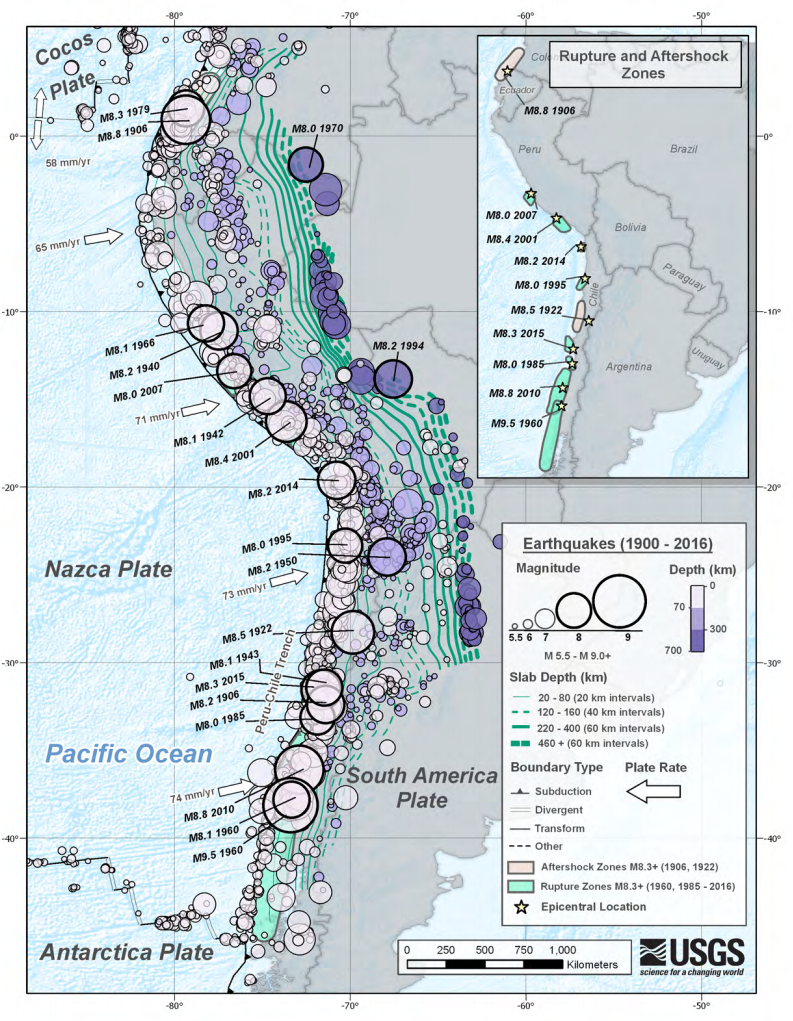
南米西海岸のM5.5以上の地震(1900-2016)

ペルーの地震一覧（ペルーのじしんいちらん）では、ペルーで発生する地震の解説と、過去発生した主な地震の一覧を掲載する。
南北に7000Kmを超える南アメリカ大陸は、南米プレートの西側に形成されている。南米プレートの東端は大西洋中央海嶺で年間約2.5cm東西に広がっている。南米プレートの西端では主にナスカプレートの潜り込みが起きておりペルー・チリ海溝およびアンデス山脈を形作っている。ナスカプレートは西から若干北よりの東へ向けて南米プレートへ向かい潜り込んでいる。衝突の速さは年間北部で65mm/年、南部で80mm/年で大きな差は無いが沈み込み帯の影響による地殻変動は複雑であり、火山活動、地殻変形、地震など大半の地殻活動が大陸の西側、コロンビア西部、エクアドル、ペルー西部、チリで起きている。
地震活動では、地震の頻度も多く、マグニチュード8から9クラスの巨大地震も起き、その津波による影響は東アジアまで出ている。

## 地震発生のメカニズム
ナスカプレートの南米プレートの下への沈み込みが地震の原因である。

## 主な地震
- ペルー地震 (1472年) - 1472年[要出典]に発生した地震。 → 地震の年表#南北アメリカ
- ペルー地震 (1514年) - 1514年[要出典]に発生したMw8.6の地震。 →　（上記を参照）
- リマ・カヤオ地震 (1586年)（英語版） - 1586年7月10日に発生したMw8.9の地震。 →　（上記を参照）
- アリカ地震 (1604年)（英語版） - 1604年11月24日に発生したMw8.7 - 9.0の地震
- アリカ地震 (1615年)（英語版） - 1615年9月16日に発生したMw7.5の地震
- ペルー地震 (1619年) - 1619年2月14日に発生したMw7.7の地震。 → （上記を参照）
- ペルー地震 (1664年) - 1664年5月12日に発生したMw7.3の地震。
- ペルー地震 (1687年)（英語版） - 1687年10月20日に発生したMw8.2の地震。 → （上記を参照）
- ペルー地震 (1716年) - 1716年2月6日に発生したMw9.0の地震。2月10日にはMw8.5の余震が発生。 → （上記を参照）
- リマ・カヤオ地震 (1746年)（英語版） - 1746年10月28日に発生したMw8.6の地震。 → （上記を参照）
- ペルー地震 (1784年)（英語版） - 1784年5月13日に発生したMw8.0の地震。 → （上記を参照）
- ペルー地震 (1821年) - 1821年7月10日に発生したMw8.0の地震。 → （上記を参照）
- ペルー地震 (1942年) - 1942年8月24日に発生したMw8.2の地震。
- ペルー地震 (1966年) - 1966年10月17日に発生したMw8.1の地震。
- アリカ地震 (1868年)（英語版） - 1868年8月13日に発生したMw9.0の地震
- イキケ地震 - 1877年5月10日に発生したM8.8の地震
- チャチャポヤス地震（英語版） - 1928年5月14日に発生したMw7.2の地震
- リマ地震 (1940年)（英語版） - 1940年5月24日に発生したMw.8.2の地震
- ペルー地震 (1942年)（英語版） - 1942年8月24日に発生したMw8.2の地震
- アンカシュ地震 (1946年)（英語版） - 1946年11月10日に発生したMw7.3の地震
- サティポ地震（英語版） - 1947年11月10日に発生したMw7.7の地震
- トゥンベス地震（英語版） - 1953年12月12日に発生したMw7.5の地震
- ペルー地震 (1960年11月)（英語版） - 1960年11月20日に発生したMw7.8の地震
- ペルー地震 (1966年)（英語版） - 1966年10月17日に発生したMw8.1の地震
- アンカシュ地震 - 1970年5月31日に発生したMw7.7の地震。
- リマ地震 (1974年)（英語版） - 1974年10月3日に発生したMw8.1の地震。
- チンボテ地震（英語版） - 1996年2月21日に発生したMw7.5の地震。
- ナスカ地震（英語版） - 1996年11月12日に発生したMw7.7の地震。
- ペルー南部地震（英語版） - 2001年6月23日に発生したMw8.4の地震。
- ペルー北部地震 (2005年)（英語版） - 2005年9月26日に発生したMw7.5の地震。
- ペルー地震 (2007年) - 2007年8月15日に発生したMw8.0の地震。
- ペルー地震 (2011年) - 2011年8月24日に発生したMw6.8の地震。
- ペルー地震 (2014年)（英語版） - 2014年9月27日に発生したMw5.0の地震
- ペルー地震 (2018年) - 2018年1月14日に発生したMw7.1の地震。
- ペルー地震 (2019年)（英語版） - 2019年3月26日に発生したMw8.0の地震。
- マラ地震（英語版） - 2021年6月22日に発生したMw5.9の地震
- ペルー北部地震 (2021年)（英語版） - 2021年11月28日に発生したMw7.5の地震
- ペルー地震 (2024年) - 2024年6月28日に発生したMw7.2の地震。